# Cash flow
Cash flow nebo také peněžní tok je příjem nebo výdej peněžních prostředků. Cash flow za určité období představuje rozdíl mezi příjmy a výdaji peněžních prostředků za toto období.
V podnikové praxi je cash flow důležitou veličinou, která vypovídá o likviditě podniku a ufinancovatelností podnikání. Schopnost přinést podniku peněžní prostředky je také jedním z rozhodujících kritérií při výběru a hodnocení investičních projektů. V této souvislosti se používají kritéria jako čistá současná hodnota, vnitřní výnosové procento nebo doba návratnosti.
Výraz cash flow nebo výkaz cash flow je také používán jako zkrácený název pro účetní výkaz přehled o peněžních tocích.

## Obvyklé kategorie
- provozní cash flow,
- investiční cash flow a
- cash flow z financování.

### Investiční cash flow
Investiční cash flow jsou zejména „investiční výdaje“, tedy např. nákupy strojů, budov, pozemků, patentů apod. Jedná se o výdaje i příjmy způsobené nákupem a prodejem dlouhodobých aktiv. Investiční cash flow je téměř vždy záporné – nadbytek peněz, které podnik vydělá běžnou činností (tj. provozní cash flow) podnik investuje do své obnovy a rozvoje (nakupují nové stroje atd.). Podnik pochopitelně také často investuje půjčené peníze.

### Cash flow z financování
Jedná se o příjmy/výdaje spojené se získáváním nebo vracením zdrojů pro podnikání. Klasicky se jedná o obdržení bankovních úvěrů a jejich splácení, emise dluhopisů a akcií, splácení dluhopisů a výplata dividend. Toto cash flow může být jak kladné, tak záporné, podle toho, jestli si podnik např. spíše zrovna půjčuje na rozvoj nebo daný úvěr splácí. Může být také nulové.

### Provozní cash flow
Jedná se o finanční toky spojené s provozem podniku. Zobrazuje pohyb peněz v podniku. Výpočet zahrnuje čistý zisk a změny aktiv dle dopadu na hotovost podniku. Aktivy, majícími vliv na cash flow mohou být: změny pohledávek u odběratelů, změny dluhů u dodavatelů, změny zásob, atd..
Příklad výpočtu provozního cash flow (čísla jsou smyšlená):
Provozní cash flow počítáme tzv. nepřímou metodou, kdy k čistému zisku přičteme respektive odečteme změny v rozvaze za účetní období.
Elektrárna měla v uplynulém období tyto finanční toky (v mil. Kč):
Zisk 1500, nákup uhlí za 300, nárůst osobních výdajů o 150, 100 ostatní, 250 odpisy, 150 pojištění a emisní povolenky. Úroky 50 a daň (pro zjednodušení) též 50.

Nepřímá metoda: 1500 – (300 + 150 + 100 + 250 + 150) = 550 (EBIT); 550 (EBIT) – (50 + 50) = 450 (EAT); 450 (EAT) + 250 (odpisy) = 700
Hra Cashflow
Cashflow (psáno dohromady) je zároveň název deskové hry od Roberta T. Kiyosakiho. Hra vznikla na základě toho, že člověk si praxí zapamatuje více než čtením a poslechem. 
Hra má vzdělávat hráče o tom, jak fungují peněžní toky. Cílem hry je dostat se ven z krysího závodu, neboli mít vyšší pasivní příjmy než výdaje. Pokud se to hráči podaří, je v ten moment nezávislý na příjmu ze zaměstnání. 
Po celém světě existují tzv. Cashflow kluby, kde se schází lidé pravidelně schází u deskové hry.

## Související článek
- Obrat
- Cashflow kvadrant
- Přehled o peněžních tocích
- Jak sestavit a vypočítat výkaz CASH FLOW nepřímou metodou?
- Analýza výkazu CASH FLOW.